# Дэл Мартин и Филлис Лайон
До́роти Луи́за Тальяфе́рро «Дэл» Ма́ртин (англ. Dorothy Louise Taliaferro "Del" Martin, 5 мая 1921 — 27 августа 2008) и Фи́ллис Энн Ла́йон (англ. Phyllis Ann Lyon, 10 ноября 1924 — 9 апреля 2020) — американская лесбийская пара, активистки движения за права ЛГБТ и феминистского движения, основательницы первой в США социально-правозащитной организации лесбиянок «Дочери Билитис».
Дэл и Филлис прожили вместе 55 лет (1953—2008). 16 июня 2008 года их брак был официально зарегистрирован в Сан-Франциско — это был первый прецедент после принятия решения о легализации однополых браков в Калифорнии в 2008 году. Дэл Мартин скончалась 27 августа 2008 года на 88-м году жизни.